# Wasilówka (przystanek kolejowy)
Wasilówka – zamknięty przystanek osobowy w Wasilówce na linii kolejowej nr 39, w województwie podlaskim, w Polsce. W 2010 roku zlikwidowano na tej linii kolejowej ruch pasażerski.